# МБУ-200
МБУ-200 — советская многоствольная бомбометная установка, разработанная СКБ МВ под руководством Б.И.Шавырина на основе британского бомбомета «Хеджхог». Имела 24 направляющие для запуска глубинных бомб. Принята на вооружение в СССР в 1949 году. Применялась на эсминцах, сторожевых кораблях и охотниках за подводными лодками. Получила дальнейшее развитие в системе МБУ-600.

## Конструкционные особенности
Как правило, пусковая установка закреплялась неподвижно в носовой части корабля и стабилизировалась по качке. Наведение бомбомета для стрельбы осуществлялось корпусом корабля по курсу. Для управления установкой и залпом имелся специальный прибор управления стрельбой ПУС-24-200, который устанавливался в рубке.

## Тактико-технические характеристики
- 24 направляющих с возможностью изменения углов наведения каждой.
- Дальность действия: 185-200 м
- Скорость цели (подводной лодки): до 10 узлов
- Зона поражения за счет индивидуального наклона направляющих: эллипс 30-40 м вдоль направления стрельбы и 40-50 м в ширину.
- Боеприпасы: Б-30 - реактивная глубинная бомба разработанная НИИ-24 Министерства сельскохозяйственного машиностроения. Применялись залпом в 24 шт. РГБ одевалась хвостовой трубой на ствол-направляющую пусковой установки. Взрыватель ударного типа.
- Масса ВВ - 13 кг